# Milwaukee Art Museum
Il Milwaukee Art Museum (MAM) è il museo d'arte situato nella città del Wisconsin, è uno dei più grandi musei d'arte degli Stati Uniti d'America.

## Storia e descrizione

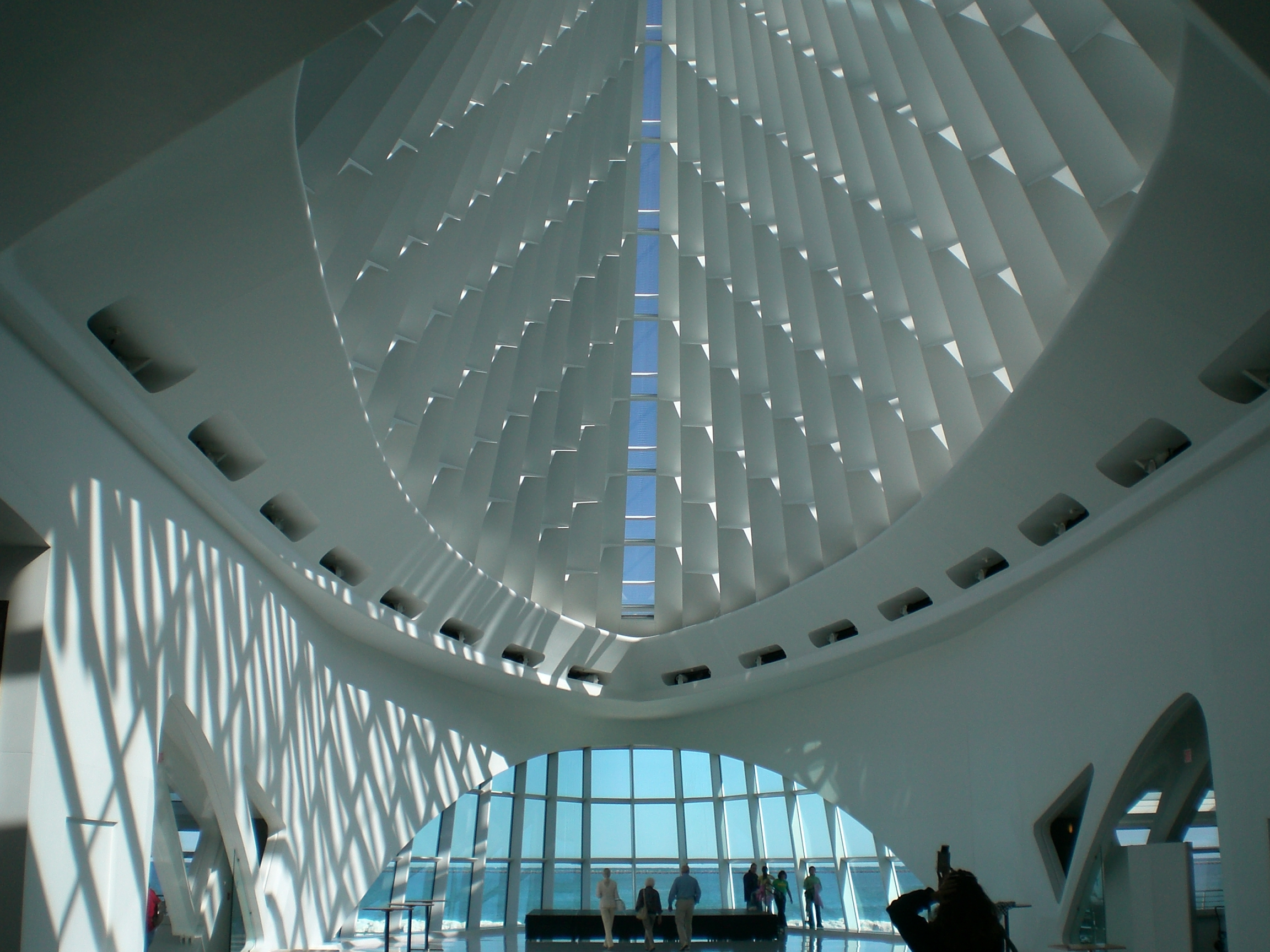
Gli interni del museo.

Il complesso del museo include il War Memorial Center costruito nel 1978 il Kahler Building (1975

) in stile brutalista, progettato dall'architetto David Kahler e il Quadracci Pavilion (2001) costruito su progetto dell'architetto spagnolo Santiago Calatrava

## Collezioni
Il museo possiede una delle più grandi collezioni di opere originarie del Wisconsin come Georgia O'Keeffe. Altri artisti rappresentati includono Gustave Caillebotte, Nardo di Cione, Francisco de Zurbarán, Corrado Giaquinto, Jean-Honoré Fragonard, Winslow Homer, Auguste Rodin, Edgar Degas, Antonio Rotta, Claude Monet, Henri de Toulouse-Lautrec, Frank Lloyd Wright, Pablo Picasso, Joan Miró, Mark Rothko, Robert Gober, e Andy Warhol.